# Dinkata
Dinkata (Bulgaars: Динката) is een dorp in het zuidwesten van Bulgarije. Het dorp is gelegen in de gemeente Lesitsjovo, oblast Pazardzjik. Het dorp ligt hemelsbreed 13 km ten noordwesten van de stad Pazardzjik en 86 kilometer ten zuidoosten van Sofia.

## Bevolking
Op 31 december 2020 werden er 1.154 inwoners in het dorp Dinkata geregistreerd door het Nationaal Statistisch Instituut van Bulgarije. Het aantal inwoners is sinds de eerste officiële telling van 1934 vrij stabiel gebleven en schommelt rond de 1.000 en 1.250 personen.
|  |

In het dorp wonen etnische Bulgaren en Roma. In de optionele volkstelling van 2011 identificeerden 668 van de 1.042 ondervraagden zichzelf als “Bulgaar”, oftewel 64% van alle ondervraagden. De rest van de bevolking bestond vooral uit Roma (360 personen, oftewel 34,5%).
| Etnische samenstelling van de respondenten (2011) | Etnische samenstelling van de respondenten (2011) | Etnische samenstelling van de respondenten (2011) | Etnische samenstelling van de respondenten (2011) | Etnische samenstelling van de respondenten (2011) |
| ------------------------------------------------- | ------------------------------------------------- | ------------------------------------------------- | ------------------------------------------------- | ------------------------------------------------- |
|                                                   |                                                   |                                                   |                                                   |                                                   |
| Bulgaren                                          | Bulgaren                                          |                                                   | 64,0%                                             | 64,0%                                             |
| Turken                                            | Turken                                            |                                                   | 0,0%                                              | 0,0%                                              |
| Roma                                              | Roma                                              |                                                   | 34,5%                                             | 34,5%                                             |
| Anders/Onbekend                                   | Anders/Onbekend                                   |                                                   | 1,5%                                              | 1,5%                                              |

Van de 1.164 inwoners die in februari 2011 werden geregistreerd, waren er 258 jonger dan 15 jaar oud (22,2%), gevolgd door 752 personen tussen de 15-64 jaar oud (63,7%) en 164 personen van 65 jaar of ouder (14,1%).

## Afbeeldingen

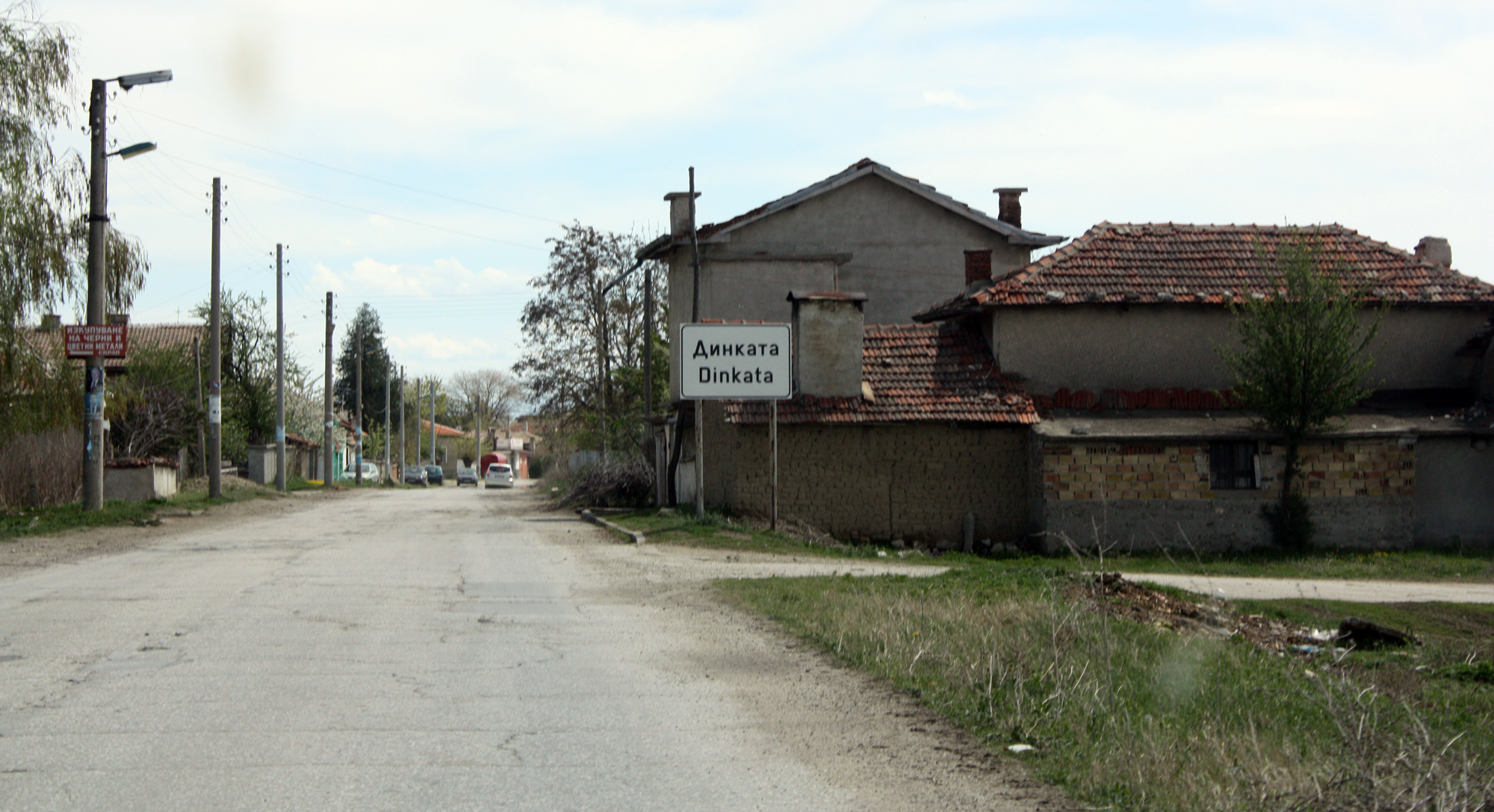
De ingang van het dorp
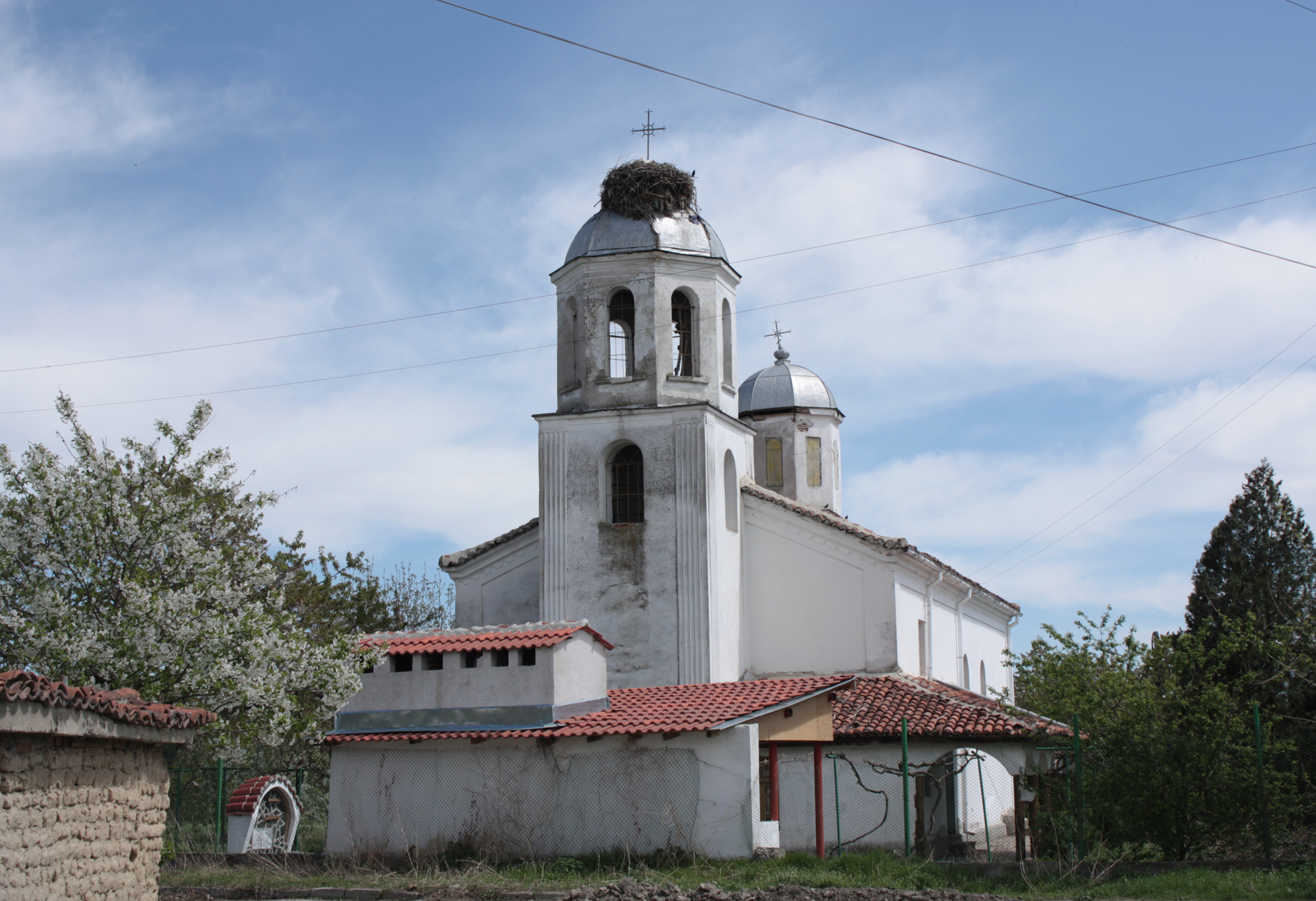
De Bulgaars-Orthodoxe Kerk
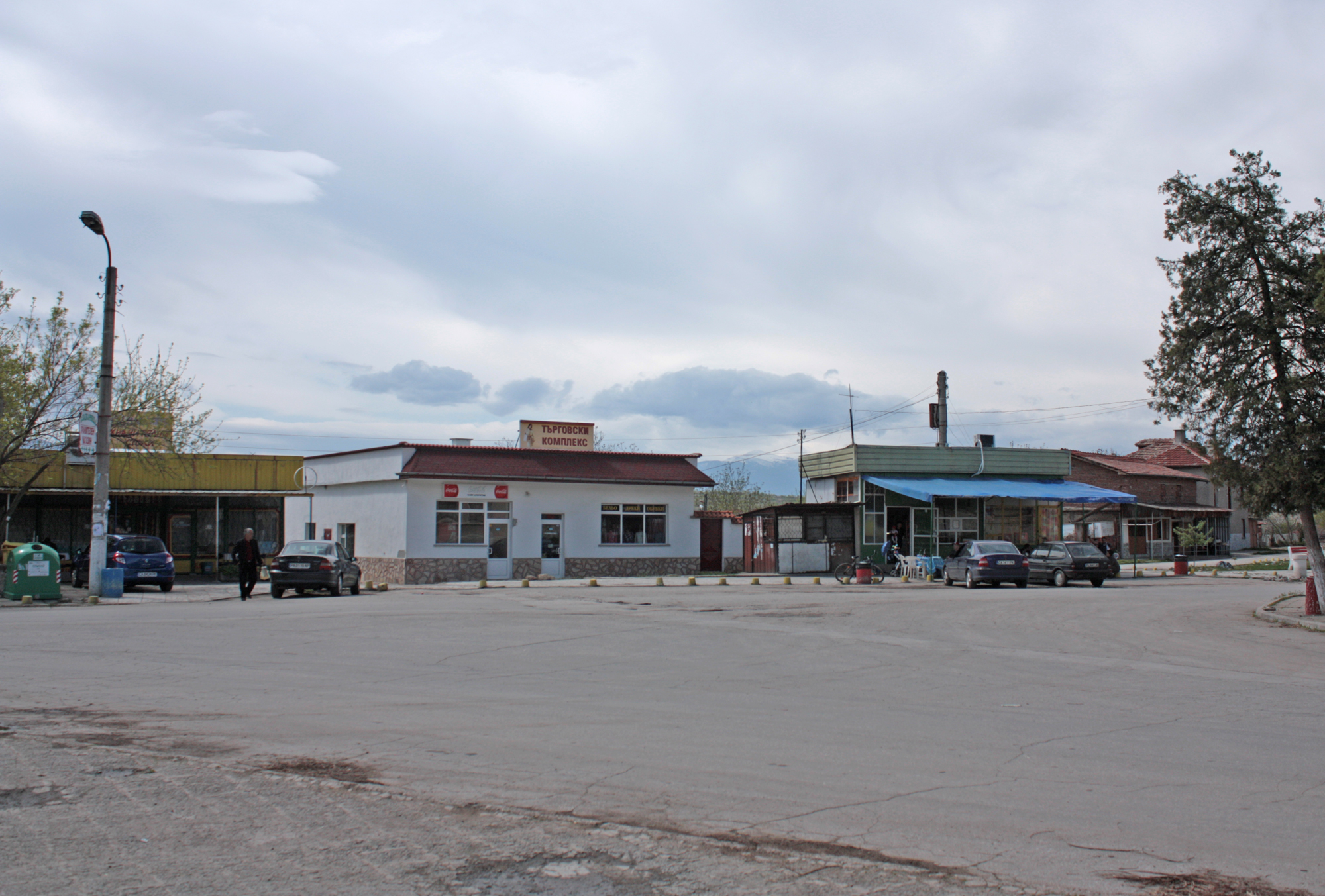
Het centrale plein
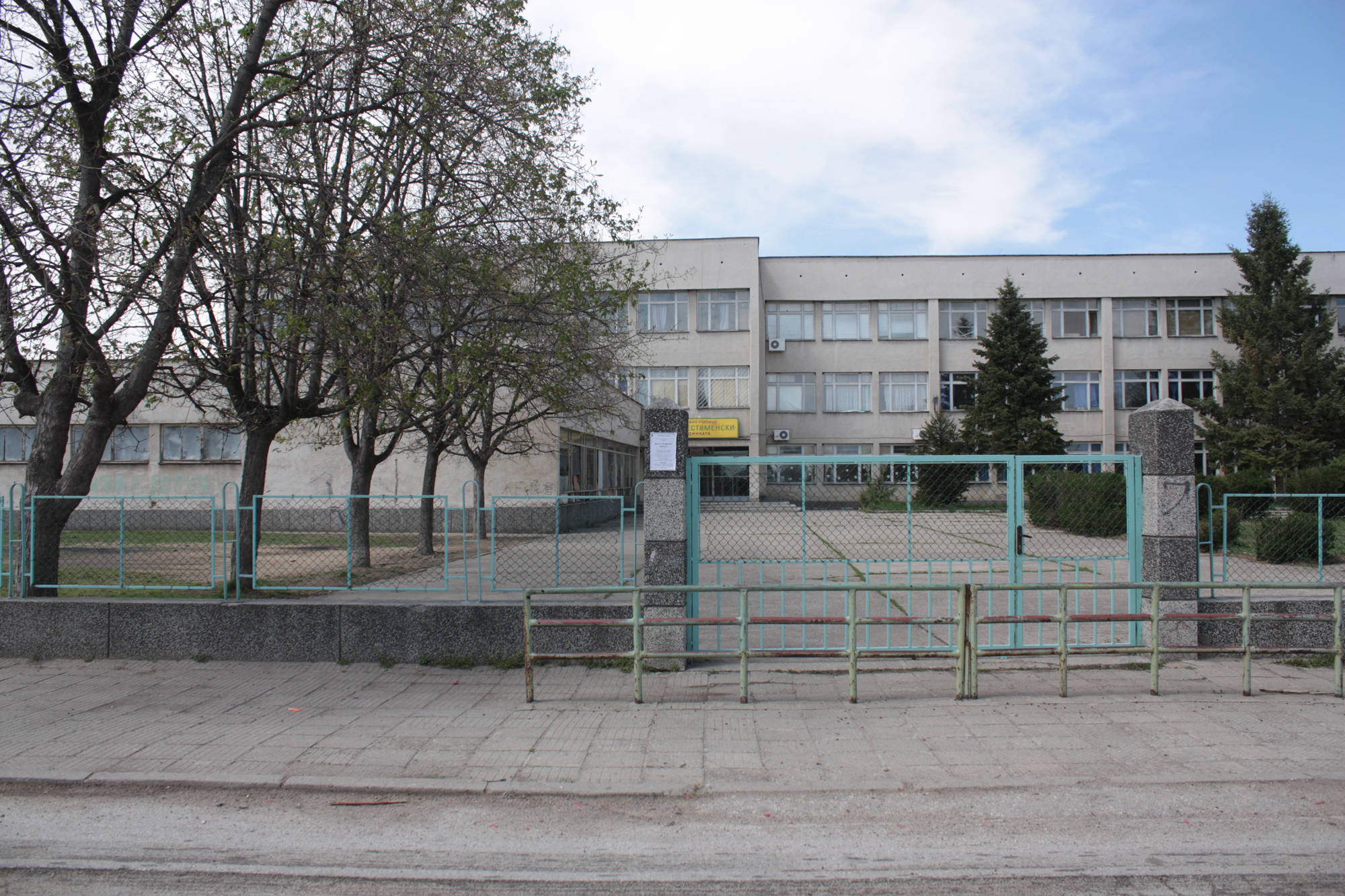
De basisschool